# 危情
危情 指危险情形或危机情况，尤其是指可能危及正常次序的突发情形或状况。危情的出现常常会导致混乱、毁坏、无序、不整齐、不确定等状态。
导致危情出现的原因可能是自然灾害，如地震、海啸、火灾；可能是社会行为，如金融危机、刑事犯罪、决策失误；也可能是心理活动，如忧郁、恐惧、极度心理压力导致的情绪失控，等等。
积极预防危情、有效规避危情和正确应对危情是一个值得探索和研究的重要课题，而一个个体在“危情”下能否有效“生存”，又是这一课题的关键点。阿曼达·里普利[美]在她的美国9.11事件调查报告中提出一个严肃命题，当灾难降临的时候，谁能生存？为什么？而“人类危情下异态行为研究”(HSBUCS —— Human Strange Behavior Under Crisis Situation）正是试图解答这类问题应运而生的崭新研究领域。